# Neides tipularius
Neides tipularius är en insektsart som först beskrevs av Carl von Linné 1758.  Neides tipularius ingår i släktet Neides och familjen styltskinnbaggar. Enligt den finländska rödlistan är arten nära hotad i Finland. Arten är reproducerande i Sverige. Artens livsmiljö är ruderatmarker, vägrenar och banvallar. Inga underarter finns listade i Catalogue of Life.

## Bildgalleri

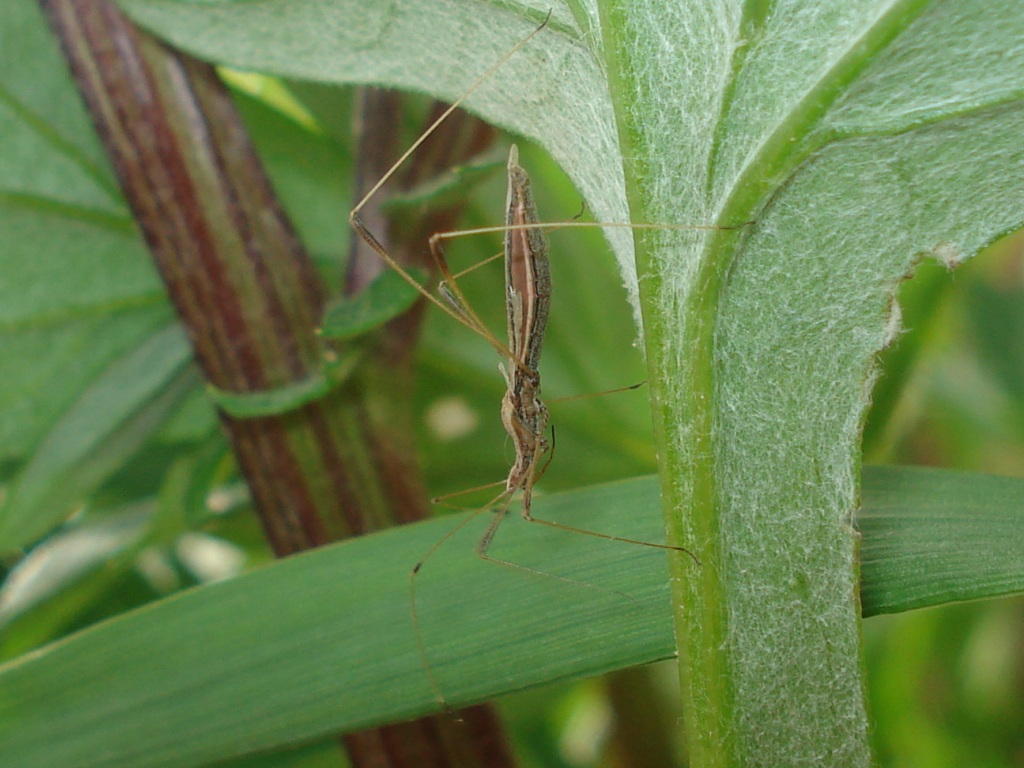